# Tobias Angerer
Tobias Angerer (Traunstein, 12 aprile 1977) è un ex fondista tedesco.
È nipote del biatleta Anton e fratello della biatleta Kathrin, a loro volta sciatori nordici di alto livello.

## Biografia
Ha debuttato in campo internazionale ai Mondiali juniores di Asiago nel 1996, senza conseguire risultati di rilievo. In Coppa del Mondo ha esordito il 27 dicembre 1998 nella sprint a tecnica libera di Garmisch-Partenkirchen (22°) e ha ottenuto la prima vittoria, nonché primo podio, l'8 dicembre 1999 nella sprint a squadre a tecnica libera di Asiago. Nel 2005 e nel 2006 ha vinto sia la Coppa generale sia quella di distanza, mentre nel 2007 ha vinto il Tour de Ski.
In carriera ha preso parte a quattro edizioni dei Giochi olimpici invernali, Salt Lake City 2002 (33° nella 30 km, 7° nella sprint, 23° nell'inseguimento, 3° nella staffetta), Torino 2006 (3° nella 15 km, 24° nella 50 km, 12° nell'inseguimento, 2° nella staffetta), Vancouver 2010 (7° nella 15 km, 4° nella 50 km, 2° nell'inseguimento, 6° nella staffetta) e Soči 2014 (14º nello skiathlon, 9° nella staffetta), e a sei dei Campionati mondiali, vincendo sette medaglie.

## Palmarès

### Olimpiadi
- 4 medaglie:
  - 2 argenti (staffetta a Torino 2006; inseguimento a Vancouver 2010)
  - 2 bronzi (staffetta a Salt Lake City 2002; 15 km a Torino 2006)

### Mondiali
- 7 medaglie:
  - 4 argenti (staffetta a Oberstdorf 2005; inseguimento a Sapporo 2007; sprint a squadre, staffetta a Liberec 2009)
  - 3 bronzi (15 km a Sapporo 2007; 50 km a Liberec 2009; staffetta a Oslo 2011)

### Coppa del Mondo
- Vincitore della Coppa del Mondo nel 2006 e nel 2007
- Vincitore della Coppa del Mondo di distanza nel 2006 e nel 2007
- 52 podi (27 individuali, 25 a squadre[2]):
  - 17 vittorie (11 individuali, 6 a squadre)
  - 13 secondi posti (5 individuali, 8 a squadre)
  - 22 terzi posti (11 individuali, 11 a squadre)

#### Coppa del Mondo - vittorie
| Data                            | Luogo                                             | Paese           | Disciplina                                                        |
| ------------------------------- | ------------------------------------------------- | --------------- | ----------------------------------------------------------------- |
| 8 dicembre 1999                 | Asiago                                            | Italia          | Sprint a squadre TL (con Peter Schlickenrieder)                   |
| 23 novembre 2003                | Beitostølen                                       | Norvegia        | 4 × 10 km (con Jens Filbrich, Axel Teichmann e René Sommerfeldt)  |
| 6 gennaio 2004                  | Falun                                             | Svezia          | 30 km PU                                                          |
| 11 gennaio 2004                 | Otepää                                            | Estonia         | 4 × 10 km (con Andreas Schlütter, Jens Filbrich e Axel Teichmann) |
| 21 novembre 2004                | Gällivare                                         | Svezia          | 4 × 10 km (con Jens Filbrich, René Sommerfeldt e Axel Teichmann)  |
| 20 novembre 2005                | Beitostølen                                       | Norvegia        | 4 × 10 km (con Andreas Schlütter, Axel Teichmann e Jens Filbrich) |
| 26 novembre 2005                | Kuusamo                                           | Finlandia       | 15 km TC                                                          |
| 10 dicembre 2005                | Vernon                                            | Canada          | 30 km PU                                                          |
| 17 dicembre 2005                | Canmore                                           | Canada          | 30 km TC MS                                                       |
| 14 gennaio 2006                 | Val di Fiemme                                     | Italia          | 30 km TL MS                                                       |
| 21 gennaio 2006                 | Oberstdorf                                        | Germania        | 30 km PU                                                          |
| 19 novembre 2006                | Gällivare                                         | Svezia          | 4 × 10 km (con Jens Filbrich, Franz Göring e Axel Teichmann)      |
| 16 dicembre 2006                | La Clusaz                                         | Francia         | 30 km TL MS                                                       |
| 31 dicembre 2006 7 gennaio 2007 | Monaco di Baviera Oberstdorf Asiago Val di Fiemme | Germania Italia | Tour de Ski                                                       |
| 16 febbraio 2007                | Changchun                                         | Cina            | 15 km TC                                                          |
| 24 marzo 2007                   | Falun                                             | Svezia          | 30 km PU                                                          |
| 30 gennaio 2009                 | Rybinsk                                           | Russia          | 15 km TL MS                                                       |

Legenda:

MS = partenza in linea

PU = inseguimento

TC = tecnica classica

TL = tecnica libera

#### Coppa del Mondo - competizioni intermedie
- Vincitore del Tour de Ski nel 2007
- 4 podi di tappa:
  - 1 secondo posto
  - 3 terzi posti

### Marathon Cup
- Miglior piazzamento in classifica generale: 22º nel 2010
- 1 podio:
  - 1 secondo posto